# Viladomiu Nou
Viladomiu Nou es una colonia textil del municipio de Gironella, al sur de la comarca catalana del Bergadá.

## Toponimia
El nombre Viladomiu Nou tiene su origen en la familia propietaria de la colonia, los Viladomiu y es la segunda colonia textil que hay en el área fundada por estos.

## Historia

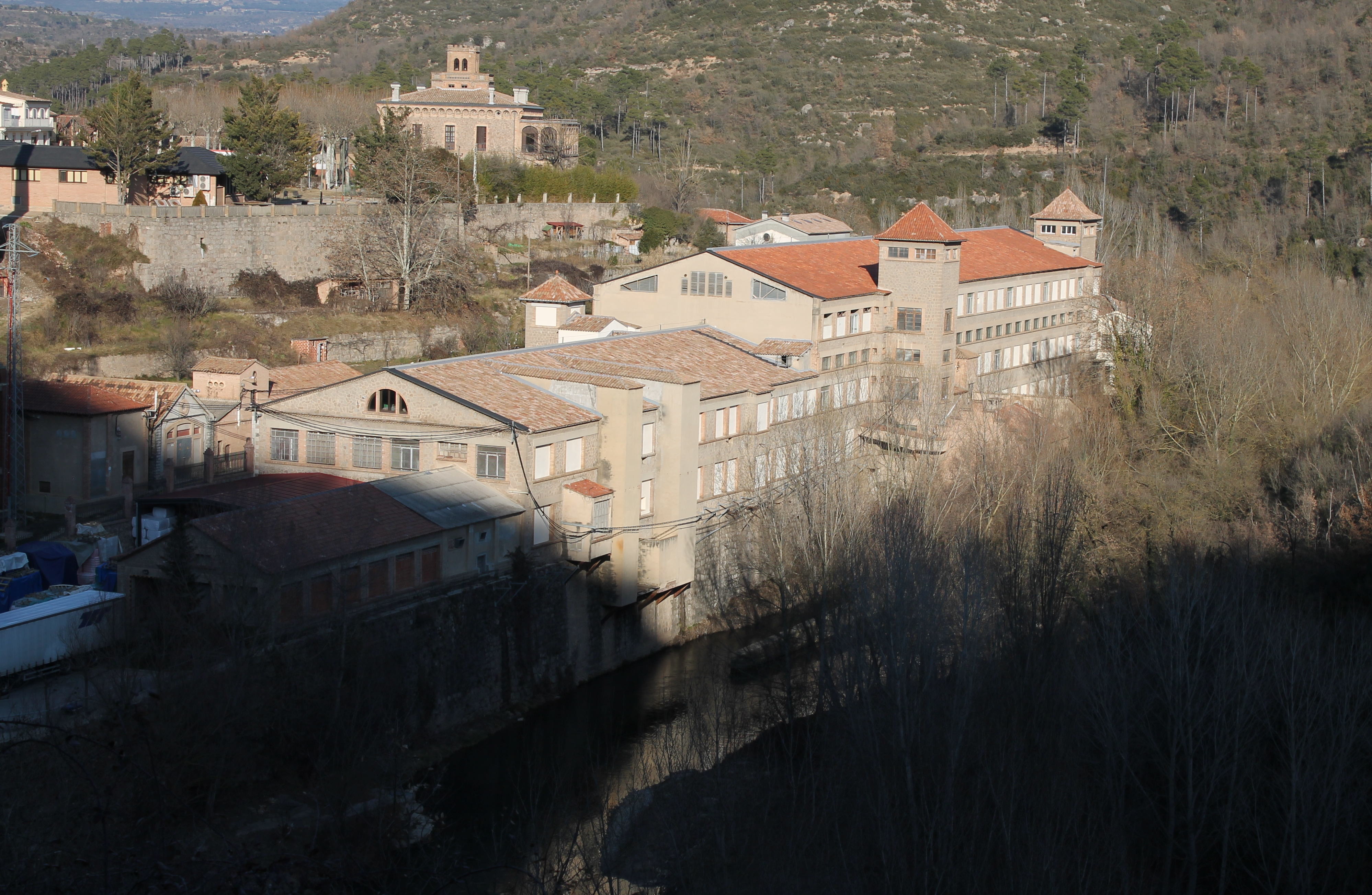
Fábrica de Viladomiu Nou, con la Torre de l'amo al fondo

La sociedad Tomàs Viladomiu e Hijos, que ya poseía otra colonia textil que sería posteriormente llamada Viladomiu Vell, adquirió unos terrenos en la Clau de Sant Marc en el año 1876. Cuatro años más tarde, en 1880 se iniciaron las obras de una segunda fábrica, aprovechando que la legislación del momento favorecía a las colonias industriales.
Viladomiu Nou pasó a ser una colonia independiente de Viladomiu Vell en 1897, cuando los herederos de Tomàs Viladomiu, Josep y Jacint Viladomiu, repartieron la herencia. A partir de este punto, la Clau de Sant Marc pasó a llamarse Viladomiu Nou.
A raíz de esta separación, la colonia empezó a crecer. Entre 1900 y 1905 se construyó la iglesia, además de la Torre de l'Amo, que sería la residencia de los propietarios de la colonia. También se ampliaron las calles y se construyeron nuevas viviendas para los trabajadores. Con la llegada de Marc Viladomiu se construyeron varios servicios de comercio y ocio. Esta actividad social ha perdurado en cierta manera hasta nuestros días, con el festival Voilàdomiu o la fiesta mayor.
Durante la Guerra Civil, la fábrica fue colectivizada por el Bando republicano, pero los Viladomiu recuperaron la fábrica con la instauración de la dictadura franquista. A partir de este momento y hasta 1982, el rendimiento de la colonia aumentó y siguió creciendo demográficamente.

En 1982, la fábrica se vio afectada por la crisis, pero su cierre no fue hasta 1991. Viladomiu Nou sigue siendo un núcleo poblado, con diversos servicios, como una zona deportiva.